# Autoplusia abeona
Autoplusia abeona är en fjärilsart som beskrevs av Druce 1889. Autoplusia abeona ingår i släktet Autoplusia och familjen nattflyn. Inga underarter finns listade i Catalogue of Life.